# Comarca Lagunera
Comarca Lagunera (LA LAGUNA) jest 9-tym co do wielkości obszarem metropolitarnym w Meksyku, położonym pomiędzy dwoma stanami Coahuila i Durango. Utworzona przez Izbę Deputowanych i zatwierdzona przez senat Meksykańskich Stanów Zjednoczonych w dniu 4 października 2010.

## Geografia
Comarca Lagunera tworzy 15 gmin; 5 w stanie Coahuila (Torreón, Matamoros, San Pedro, Francisco I. Madero, Viesca) i 10 w stanie Durango (Gómez Palacio, Ciudad Lerdo, Tlahualilo, Mapimí, Rodeo, Nazas, San Juan de Guadalupe, San Luis del Cordero, Simón Bolívar, San Pedro del Gallo).
Zajmowana powierzchnia wynosi 44 887 km² z czego 22 031 km² leży w obrębie Coahuila i 25 856 km² w obrębie Durango i stanowi około 2,5% powierzchni kraju.
Na północy graniczy ze stanem Chihuahua, na zachodzie z innymi gminami Coahuila i Durango, na południu ze stanem Zacatecas i na wschodzie ponownie z Coahuila.
Comarca Lagunera jest regionem często nawiedzanym przez powodzie powodowane przez wylewanie Rio Nazas Rio Aguanaval spływających z otaczających region gór Sierra de Jimulco (wysokość 3120 m n.p.m.), Sierra del Rosario (wysokość 2820 m n.p.m.), i Sierra de Tlahualilo (wysokość 2200 m n.p.m.).
Jak na warunki meksykańskie jest to region o umiarkowanych temperaturach ze średnią roczną 22 °C (72 °F) oraz niskich opadach wynoszących 300 mm rocznie. Temperatury skrajne, poniżej 0 °C oraz powyżej 40 °C zdarzają około 20 dni w roku.

## Gospodarka
Comarca Lagunera jest największym producentem mleka w Meksyku z 14-procentowym udziałem w produkcji krajowej, wynoszącym 3,6 mln litrów dziennie. W obrębie miasta Torreón znajdują się zakłady metalurgiczne i chemiczne największego producenta srebra na świecie Met-Mex Peñoles produkującego także cynk, złoto, ołów, bizmut i kadm.
Comarca jest ważnym producentem surowego płótna, a także takich wyrobów przemysłowych jak cement, nawozy mineralne, półprzewodniki, części samochodowe, urządzenia elektryczne, marmur i inne.

## Edukacja
Na terenie regionu znajdują się 32 ważne ośrodki edukacyjne. Najważniejsze z nich to Universidad Autónoma de Coahuila, Tecnológico de Monterrey Campus Laguna, Universidad Iberoamericana, Universidad Autónoma de la Laguna, Universidad La Salle oraz Tecnológico de la Laguna.